# Пискуха
Пискуха, також раніше сіноставець, чекалка (Ochotona) — рід гризунів ряду зайцеподібних, єдиний сучасний рід родини пискухових (Ochotonidae). Ochotona — це латинізована форма «ochodona», монгольської назви цієї тварини.

## Поширення
Пискухи розповсюджені в Азії, Східній Європі й Північній Америці. До 19 століття включно в степовій і лісостеповій зонах України водилася пискуха степова (Ochotona pusilla).

## Біологія
Довжина тіла 12 — 28 см, маса 170–240 г. У пискух короткі вуха, а довжина задніх і передніх ніг майже однакова. Зовні вони більше схожі на хом'яків.
Шкіра пискух тонка, неміцна і як хутровина використовуватися не може, через що господарського інтересу тварина не представляє.
Живуть пискухи в норах та між камінням. Тримаються колоніями.

## Унікальні особливості
Свист. Пискуха названа через свій характерний свист. Чекалки територіальні, і звуки є способом маркування індивідуальних територій.
«Стіжки сіна». На зиму запасають корми, складаючи їх у стіжки, звідси друга назва пискух, якою їх називають у сибіру, а інколи і в україномовній літературі, калькуючи російські назви: «сіноставець», або «сіноставка».
«Мумійо». Однією з найвідоміших особливостей пискух є продукування ними високо збагаченого рештками лікарських рослин посліду. Цей послід, витримуючи численні видозміни внаслідок дії екстремальних температур та опромінення ультрафіолетом, з роками перетворюється на смолоподібну масу, відому широкому загалу як «мумійо».

## Таксономія
Пискухи споріднені із зайцями і разом з ними формують ряд зайцеподібних (Leporiformes), що є сестринською групою до мишоподібних гризунів (Muriformes).

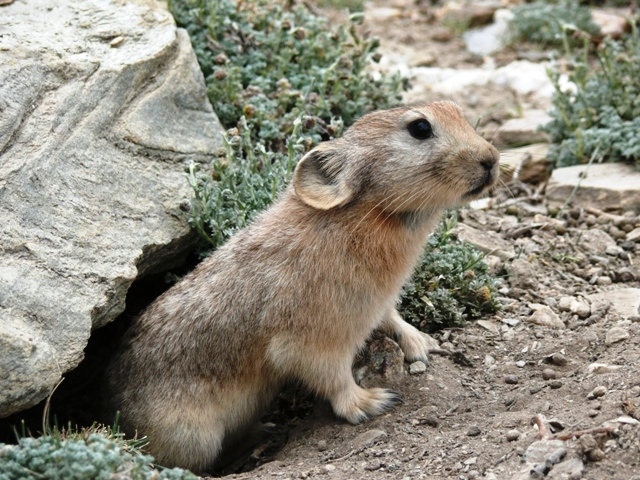
Пискуха ладакська біля нори

На початках таксономії охотон відносили до роду Lepus (заєць). Одна з поширених назв роду у працях 19-20 ст. — Lagomys.
У складі роду 34 сучасні види, які поділяють на три підроди:

### підрідPika(піки, або північні пискухи)
1. Пискуха альпійська Ochotona alpina — сх. Казахстан, пн.-зх. Китай, Монголія, пд.-цн. Сибір
2. Пискуха срібляста, Ochotona argentata — Китай (ендемік провінції Нінся)
3. Пискуха комірцева, Ochotona collaris — Аляска, Канада (Британська Колумбія, Північно-Західні території, Юкон)
4. Ochotona coreana — Китай (провінція Цзілінь), Північна Корея
5. Пискуха гофманова, Ochotona hoffmanni — Монголія, Чита
6. Пискуха північна Ochotona hyperborea — Японія, Монголія, Росія — від Уральських гір до Сахаліна та Хоккайдо
7. Ochotona mantchurica — Китай (Внутрішня Монголія, Хейлунцзян), пд.-сх. Сибір
8. Ochotona opaca — сх. Казахстан
9. Пискуха Палласа, Ochotona pallasi — Китай (Внутрішня Монголія, Сіньцзян), Монголія, пд. Сибір
10. Пискуха американська, Ochotona princeps — Канада (Альберта, Британська Колумбія), США (Невада, Орегон, Нью-Мексико, Каліфорнія, Монтана, Колорадо, Айдахо, Вайомінг, Юта, Вашингтон)
11. Пискуха туручанська, Ochotona turuchanensis — Сибір

### підрідOchotona(охотони, або чагарниково-степові пискухи)
1. Пискуха ганьсуйська Ochotona cansus — Китай (Шаньсі, Цинхай, Тибет, Шеньсі, Сичуань, Ганьсу)
2. Пискуха чорногуба Ochotona curzoniae — Китай (Сіньцзян, Тибет, Сичуань, Цинхай, Ганьсу), Індія (Сіккім), Непал?
3. Пискуха даурська, Ochotona dauurica — Китай (Внутрішня Монголія, Шаньсі, Нінся, Шеньсі, Ганьсу, Хенань, Цинхай, Хебей), Монголія, пд.-цн. Сибір
4. Пискуха нубрійська, Ochotona nubrica — Китай (Тибет), Індія (Джамму-Кашмір), Непал
5. Пискуха степова, Ochotona pusilla — вид до початку 19 ст. був поширений в Україні. Нині живе в Росії та Казахстані від р. Волга до кордонів Китаю
6. Ochotona qionglaiensis — Китай
7. Пискуха рудувата, Ochotona rufescens — Іран, Туркменістан, Афганістан, Пакистан
8. Ochotona sikimaria — Індія, Бутан, Китай
9. Ochotona syrinx — Китай (Сичуань, Шеньсі, Цинхай, Хунань, Хубей)
10. Пискуха тибетська, Ochotona thibetana — Китай (Юньнань, Сичуань, Цинхай, Ганьсу), М'янма
11. Пискуха Томаса, Ochotona thomasi — Китай (Цинхай, Ганьсу)
12. Ochotona vizier — Іран

### підрідConothoa(конотої, або «гірські пискухи»)
1. Пискуха червоновуха, Ochotona erythrotis — Китай (Ганьсу, Цинхай)
2. Пискуха Форреста, Ochotona forresti — Китай (Тибет, Юньнань), М'янма
3. Пискуха ілійська, Ochotona iliensis — Китай (Сіньцзян)
4. Пискуха Козлова, Ochotona koslowi — Китай (Сіньцзян)
5. Пискуха ладакська, Ochotona ladacensis — Індія (Джамму-Кашмір), Китай (Сіньцзян, Тибет, Цинхай), крайній пн.-зх. Пакистан
6. Пискуха довговуха, Ochotona macrotis — Китай, Казахстан, Киргизстан, Таджикистан, Афганістан, Пакистан, Індія, Непал, Бутан
7. Ochotona roylii (syn. Ochotona roylei) — Індія (Джамму-Кашмір), Непал, Китай (Тибет)
8. Пискуха руда, Ochotona rutila — Казахстан, Киргизстан, Узбекистан, Таджикистан, Китай (Сіньцзян)

### підрідAlienauroa
1. Ochotona flatcalvariam — Китай
2. Ochotona huanglongensis — Китай
3. Ochotona sacraria — Китай

Вимерлі види: Ochotona spanglei, Ochotona whartoni та багато інших.

## Пискуха в Україні

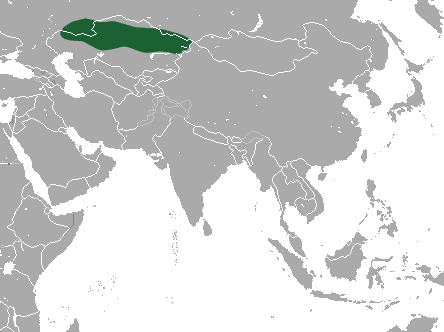
Сучасний ареал пискухи степової

В Україні в історичні часи мешкала пискуха степова, або земляний заєць (Ochotona pusilla). Вважаться, що її останні знахідки в Україні (Полтавщина) були до середини 18 ст. (публікації І. Підоплічки та ін.).